# Élections générales espagnoles de novembre 2019 dans la Communauté valencienne
Les élections générales espagnoles de novembre 2019 (en espagnol : Elecciones generales de España de noviembre de 2019) se tiennent le dimanche 10 novembre 2019 afin d'élire les 350 députés et 208 des 266 sénateurs de la XIVe législature des Cortes Generales. 32 députés sont élus dans la Communauté valencienne.

## Résultats
| Parti                  | Parti                                                   | Voix      | %     | +/-   | Sièges | +/-           |  |
| ---------------------- | ------------------------------------------------------- | --------- | ----- | ----- | ------ | ------------- |  |
|                        | Parti socialiste ouvrier espagnol (PSOE)                | 700 159   | 27,60 | 0,18  | 10     | en stagnation |  |
|                        | Parti populaire (PP)                                    | 584 415   | 23,04 | 4,48  | 8      | 1             |  |
|                        | Vox                                                     | 468 134   | 18,46 | 6,45  | 7      | 4             |  |
|                        | Unidas Podemos (UP)                                     | 339 596   | 13,39 | 0,85  | 4      | 1             |  |
|                        | Ciudadanos (Cs)                                         | 196 265   | 7,74  | 10,24 | 2      | 4             |  |
|                        | Més Compromís (Compromís-Más País)                      | 176 287   | 6,95  | 0,48  | 1      | en stagnation |  |
|                        | Parti animaliste contre la maltraitance animale (PACMA) | 27 295    | 1,08  | 0,31  | 0      | en stagnation |  |
|                        | Gauche républicaine du Pays valencien (ERPV)            | 5 875     | 0,23  | 0,07  | 0      | en stagnation |  |
|                        | En avant-Les Verts (Adelande-LV)                        | 5 416     | 0,21  | 0,06  | 0      | en stagnation |  |
|                        | Recortes Cero-Grupo Verde (RC-GV)                       | 2 688     | 0,11  | 0,04  | 0      | en stagnation |  |
|                        | Valenciens en mouvement (SOM)                           | 2 339     | 0,09  | 0,08  | 0      | en stagnation |  |
|                        | Pour un monde + juste (PUM+J)                           | 2 327     | 0,09  | 0,08  | 0      | en stagnation |  |
|                        | Parti communiste des peuples d'Espagne (PCPE)           | 2 247     | 0,09  | 0,03  | 0      | en stagnation |  |
|                        | Autres partis                                           | 3 586     | 0,14  | -     | 0      | -             |  |
|                        | Vote blanc                                              | 19 814    | 0,78  | 0,12  |        |               |  |
|                        |                                                         |           |       |       |        |               |  |
| Suffrages exprimés     | Suffrages exprimés                                      | 2 536 443 | 99,08 |       |        |               |  |
| Votes nuls             | Votes nuls                                              | 23 504    | 0,92  |       |        |               |  |
| Total                  | Total                                                   | 2 559 947 | 100   | -     | 32     | en stagnation |  |
| Abstention             | Abstention                                              | 1 107 681 | 30,20 |       |        |               |  |
| Inscrits/Participation | Inscrits/Participation                                  | 3 667 628 | 69,80 |       |        |               |  |

### Résultats par provinces

#### Alicante
| Parti                  | Parti                                                   | Voix      | %     | +/-   | Sièges | +/-           |  |
| ---------------------- | ------------------------------------------------------- | --------- | ----- | ----- | ------ | ------------- |  |
|                        | Parti socialiste ouvrier espagnol (PSOE)                | 240 202   | 28,20 | 0,07  | 4      | en stagnation |  |
|                        | Parti populaire (PP)                                    | 207 310   | 24,34 | 4,82  | 3      | en stagnation |  |
|                        | Vox                                                     | 167 395   | 19,65 | 7,09  | 3      | 2             |  |
|                        | Unidas Podemos (UP)                                     | 108 533   | 12,74 | 1,17  | 1      | 1             |  |
|                        | Ciudadanos (Cs)                                         | 69 143    | 8,12  | 11,25 | 1      | 1             |  |
|                        | Més Compromís (Compromís-Más País)                      | 35 612    | 4,18  | 0,80  | 0      | en stagnation |  |
|                        | Parti animaliste contre la maltraitance animale (PACMA) | 9 417     | 1,11  | 0,30  | 0      | en stagnation |  |
|                        | En avant-Les Verts (Adelante-LV)                        | 2 337     | 0,27  | 0,08  | 0      | en stagnation |  |
|                        | Gauche républicaine du Pays valencien (ERPV)            | 1 683     | 0,20  | 0,07  | 0      | en stagnation |  |
|                        | Pour un monde + juste (PUM+J)                           | 948       | 0,11  | Nv.   | 0      | en stagnation |  |
|                        | Parti communiste des peuples d'Espagne (PCPE)           | 911       | 0,11  | 0,04  | 0      | en stagnation |  |
|                        | Recortes Cero-Grupo Verde (RC-GV)                       | 891       | 0,10  | 0,07  | 0      | en stagnation |  |
|                        | Parti libertarien (P-LIB)                               | 556       | 0,07  | 0,04  | 0      | en stagnation |  |
|                        | Vote blanc                                              | 6 778     | 0,80  | 0,12  |        |               |  |
|                        |                                                         |           |       |       |        |               |  |
| Suffrages exprimés     | Suffrages exprimés                                      | 851 716   | 99,03 |       |        |               |  |
| Votes nuls             | Votes nuls                                              | 8 334     | 0,97  |       |        |               |  |
| Total                  | Total                                                   | 860 050   | 100   | -     | 12     | en stagnation |  |
| Abstention             | Abstention                                              | 416 641   | 32,63 |       |        |               |  |
| Inscrits/Participation | Inscrits/Participation                                  | 1 276 691 | 67,37 |       |        |               |  |

#### Castellón
| Parti                  | Parti                                                   | Voix    | %     | +/-  | Sièges | +/-           |  |
| ---------------------- | ------------------------------------------------------- | ------- | ----- | ---- | ------ | ------------- |  |
|                        | Parti socialiste ouvrier espagnol (PSOE)                | 84 078  | 28,55 | 0,93 | 2      | en stagnation |  |
|                        | Parti populaire (PP)                                    | 70 176  | 23,83 | 3,49 | 1      | en stagnation |  |
|                        | Vox                                                     | 54 849  | 18,63 | 6,65 | 1      | 1             |  |
|                        | Unidas Podemos (UP)                                     | 39 251  | 13,33 | 0,60 | 1      | en stagnation |  |
|                        | Ciudadanos (Cs)                                         | 20 302  | 6,89  | 9,39 | 0      | 1             |  |
|                        | Més Compromís (Compromís-Más País)                      | 18 140  | 6,16  | 0,83 | 0      | en stagnation |  |
|                        | Parti animaliste contre la maltraitance animale (PACMA) | 2 483   | 0,84  | 0,24 | 0      | en stagnation |  |
|                        | Gauche républicaine du Pays valencien (ERPV)            | 1 106   | 0,38  | 0,11 | 0      | en stagnation |  |
|                        | En avant-Les Verts (Adelante-LV)                        | 405     | 0,14  | 0,05 | 0      | en stagnation |  |
|                        | Parti communiste ouvrier espagnol (PCOE)                | 379     | 0,13  | Nv.  | 0      | en stagnation |  |
|                        | Pour un monde + juste (PUM+J)                           | 370     | 0,13  | 0,03 | 0      | en stagnation |  |
|                        | Autres partis                                           | 692     | 0,23  | -    | 0      | -             |  |
|                        | Vote blanc                                              | 2 238   | 0,76  | 0,03 |        |               |  |
|                        |                                                         |         |       |      |        |               |  |
| Suffrages exprimés     | Suffrages exprimés                                      | 294 469 | 98,98 |      |        |               |  |
| Votes nuls             | Votes nuls                                              | 3 023   | 1,02  |      |        |               |  |
| Total                  | Total                                                   | 297 492 | 100   | -    | 5      | en stagnation |  |
| Abstention             | Abstention                                              | 123 249 | 29,29 |      |        |               |  |
| Inscrits/Participation | Inscrits/Participation                                  | 420 741 | 70,71 |      |        |               |  |

#### Valence
| Parti                  | Parti                                                   | Voix      | %     | +/-  | Sièges | +/-           |  |
| ---------------------- | ------------------------------------------------------- | --------- | ----- | ---- | ------ | ------------- |  |
|                        | Parti socialiste ouvrier espagnol (PSOE)                | 375 879   | 27,04 | 0,06 | 4      | en stagnation |  |
|                        | Parti populaire (PP)                                    | 306 929   | 22,08 | 4,51 | 4      | 1             |  |
|                        | Vox                                                     | 245 890   | 17,69 | 6,01 | 3      | 1             |  |
|                        | Unidas Podemos (UP)                                     | 191 812   | 13,80 | 0,72 | 2      | en stagnation |  |
|                        | Més Compromís (Compromís-Más País)                      | 122 535   | 8,81  | 0,15 | 1      | en stagnation |  |
|                        | Ciudadanos (Cs)                                         | 106 820   | 7,68  | 9,78 | 1      | 2             |  |
|                        | Parti animaliste contre la maltraitance animale (PACMA) | 15 395    | 1,11  | 0,33 | 0      | en stagnation |  |
|                        | Gauche républicaine du Pays valencien (ERPV)            | 3 086     | 0,22  | 0,07 | 0      | en stagnation |  |
|                        | En avant-Les Verts (Adelante-LV)                        | 2 674     | 0,19  | 0,05 | 0      | en stagnation |  |
|                        | Valenciens en mouvement (SOM)                           | 2 339     | 0,17  | 0,14 | 0      | en stagnation |  |
|                        | Recortes Cero-Grupo Verde (RC-GV)                       | 1 540     | 0,11  | 0,03 | 0      | en stagnation |  |
|                        | Autres partis                                           | 4 561     | 0,33  | -    | 0      | -             |  |
|                        | Vote blanc                                              | 10 798    | 0,78  | 0,15 |        |               |  |
|                        |                                                         |           |       |      |        |               |  |
| Suffrages exprimés     | Suffrages exprimés                                      | 1 390 258 | 99,13 |      |        |               |  |
| Votes nuls             | Votes nuls                                              | 12 147    | 0,87  |      |        |               |  |
| Total                  | Total                                                   | 1 402 405 | 100   | -    | 15     | en stagnation |  |
| Abstention             | Abstention                                              | 567 791   | 28,82 |      |        |               |  |
| Inscrits/Participation | Inscrits/Participation                                  | 1 970 196 | 71,18 |      |        |               |  |